# Торстен Кріст
Торстен Кріст (нім. Torsten Christ; 3 лютого 1906, Мюнхен — 13 квітня 1967, Мюнхен) — німецький штабний офіцер, оберст Генштабу люфтваффе. Кавалер Лицарського хреста Залізного хреста.

## Біографія
З 1 грудня 1936 по 31 грудня 1937 року проходив підготовку офіцера Генштабу у Військово-повітряній академії. В 1938 році — 1-й офіцер Генштабу легіону Кондор, після чого до 1940 року очолював 9-ту бойову групу для особливих доручень, потім — Генштаб 8-го авіакорпусу. З березня 1942 року — 1-й офіцер Генштабу 8-го авіакорпусу. З 31 січня 1943 року — обер-квартирмейстер 4-го повітряного флоту. З 12 червня 1943 року — начальник Генштабу 2-го повітряного флоту, з 1 жовтня 1943 по 18 листопада 1944 року — 8-го авіакорпусу. З 9 січня 1945 року — комендант авіабази 4/VI. З 19 квітня 1945 року — начальник відділу поповнення Генштабу люфтваффе. Загинув в автокатастрофі.

## Звання
- Гауптман Генштабу (1 грудня 1936)
- Майор Генштабу (1937/38)
- Оберст-лейтенант Генштабу (31 жовтня 1941)
- Оберст Генштабу (1 березня 1943)

## Нагороди
- Орден крові (№227; 9 листопада 1933)
- Нагрудний знак пілота
- Медаль «За вислугу років у Вермахті» 4-го і 3-го класу (12 років)
- Медаль «За Іспанську кампанію»
- Іспанський хрест в золоті з мечами
- Залізний хрест
  - 2-го класу
  - 1-го класу (22 травня 1940)
- Німецький хрест в золоті (27 травня 1942)
- Лицарський хрест Залізного хреста (21 жовтня 1942)